# Laattaskari
Laattaskari är öar i Finland. De ligger i Skärgårdshavet och i kommunen Nådendal i landskapet Egentliga Finland, i den sydvästra delen av landet. Öarna ligger omkring 30 kilometer väster om Åbo och omkring 180 kilometer väster om Helsingfors.
Arean för den av öarna koordinaterna pekar på är 3,4 hektar och dess största längd är 390 meter i nord-sydlig riktning. Närmaste större samhälle är Nådendal, 16,5 km öster om Laattaskari.